# Uruguay op de Olympische Zomerspelen 1976
Uruguay nam deel aan de Olympische Zomerspelen 1976 in Montréal, Canada. Voor de derde keer op rij werd geen medaille gewonnen.

## Deelnemers en resultaten per onderdeel

### Atletiek
- Ana María Desevici

### Boksen
- Juan Scassino

### Roeien
- Reinaldo Kutscher

### Wielersport
Mannen individuele wegwedstrijd
- Carlos Alcántara - niet gefinisht (→ niet geklasseerd)
- Víctor González - niet gefinisht (→ niet geklasseerd)
- Waldemar Pedrazzi - niet gefinisht (→ niet geklasseerd)
- Washington Díaz - niet gefinisht (→ niet geklasseerd)

Mannen 1.000m tijdrit
- Miguel Mergaleff - 1:11.905 (→ 22e plaats)

Mannen 4.000m individuele achtervolging
- Washington Díaz - 21e plaats

### Zwemmen
- Elena Ospitaleche

Amerikaanse Maagdeneilanden · Andorra · Antigua en Barbuda · Argentinië · Australië · Bahama's · Barbados · België · Belize · Bermuda · Bolivia · Bondsrepubliek Duitsland · Brazilië · Bulgarije · Canada · Chili · Colombia · Costa Rica · Cuba · Denemarken · Dominicaanse Republiek · Duitse Democratische Republiek · Ecuador · Egypte · Fiji · Filipijnen · Finland · Frankrijk · Griekenland · Groot-Brittannië · Guatemala · Haïti · Honduras · Hongarije · Hongkong · Ierland · IJsland · India · Indonesië · Iran · Israël · Italië · Ivoorkust · Jamaica · Japan · Joegoslavië · Kaaimaneilanden · Kameroen · Koeweit · Libanon · Liechtenstein · Luxemburg · Maleisië · Marokko · Mexico · Monaco · Mongolië · Nederland · Nederlandse Antillen · Nepal · Nicaragua · Nieuw-Zeeland · Noord-Korea · Noorwegen · Oostenrijk · Pakistan · Panama · Papoea-Nieuw-Guinea · Paraguay · Peru · Polen · Portugal · Puerto Rico · Roemenië · San Marino · Saoedi-Arabië · Senegal · Singapore · Sovjet-Unie · Spanje · Suriname · Thailand · Trinidad en Tobago · Tsjecho-Slowakije · Tunesië · Turkije · Uruguay · Venezuela · Verenigde Staten · Zuid-Korea · Zweden · Zwitserland